# 日內瓦自由港
日內瓦自由港位於瑞士日內瓦，是全球最大的奢侈品儲藏庫，同時亦是一個免稅的奢侈品交易中心，儲品估計超過一千億美元，包括著名畫作、紅酒及雪茄等。1888年，日內瓦政府通過建設自由港，用以儲藏一般較尋常的物品，但因為瑞士特殊的優惠稅制及私隱政策，吸引了大批富豪將奢侈品存放到自由港內。除了交易中心外，自由港亦逐漸發展展覽業，將部分藏品向外公開。